# Правила жизни
«Правила жизни», ранее Esquire, — российский глянцевый журнал, основанный в 2005 году как российская версия журнала Esquire и выпускающийся издательским домом Independent Media.

## История
Российская версия журнала Esquire начала издаваться компанией ООО «Фэшн Пресс». Первоначальный тираж — 90 тысяч экземпляров. Адрес редакции — 127018 Москва, ул. Полковая, д. 3, стр. 1. Первый номер вышел в апреле 2005 года.
10 марта 2022 года из-за вторжения России на Украину американский медиаконгломерат Hearst Corporation прекратил сотрудничество с Россией и отозвал лицензию у компании Independent Media. Журнал был перезапущен под названием «Правила жизни», первый номер вышел 26 июля 2022 года.

## Главные редакторы
- С апреля 2005 года по сентябрь 2011 года — Филипп Бахтин[2].
- С октября 2011 года по август 2014 — Дмитрий Голубовский.
- С августа 2014 — Игорь Садреев[3].
- С августа 2016 — Ксения Соколова[4].
- С октября 2016 — Сергей Минаев[5].
- C июля 2023 года — Трифон Бебутов[6].
- С марта 2025 года – Антон Беляев[7].

## Скандалы
В 2007 году депутатов Госдумы от «Единой России» возмутила опубликованная журналом фотография, на которой на шлеме омоновца была видна эмблема СС. Esquire также публиковал переписку Михаила Ходорковского с писателем Борисом Акуниным, из-за которой экс-глава ЮКОСа попал в карцер, позже журнал начал публиковать ежедневный календарь, в котором фиксируются всевозможные неблаговидные поступки и преступления российских милиционеров.
30 марта 2010 года в Москве была демонтирована реклама нового номера русской версии журнала, на обложке которого присутствовал вопрос «Зачем балерины и геи вступают в „Единую Россию“?». Этой фразой было анонсировано интервью журналиста А. Лошака с А. Волочковой, Б. Моисеевым, К. Андреевым, Ф. Бондарчуком и другими деятелями культуры о причинах их вступления в партию «Единая Россия». Владелец рекламной площадки демонтировал рекламный плакат, так как журналом предоставлен был макет, который отличался от того, который в результате подвезли к монтажу.